# ピーター・スローン
ピーター・スローン（Peter Sloane、1948年9月10日 - ）は、ニュージーランド出身のラグビー指導者。トップリーグ近鉄ライナーズの元ヘッドコーチ。

## 経歴
- ニュージーランド・ワンガレイ出身。ワンガレイボーイズ高校卒[1]。

### 代表選手歴
- ニュージーランド・オールブラックス　トライアリスト(1972・1980)
- ニュージーランド・バーバリアンズ　(1973・1975)
- ニュージーランド・オールブラックスとして16回出場(1973・1976・1979)
- ノースオークランド代表チーム　147試合(1972～1983)　キャプテン(1978～1983)

### 主なコーチ歴
- ヒクランジ・ラグビークラブ　シニアチーム　コーチ(1983～1985)
- ニュージーランド・バーバリアンズ　アシスタントコーチ(1996)
- スーパー12　カンタベリー・クルセーダーズ　アシスタントコーチ(1997)
- スーパー12　カンタベリー・クルセーダーズ　兼任コーチ(1998)※優勝
- ニュージーランド・オールブラックス　テクニカルアドバイザー/スカウト(1998)
- ニュージーランド・オールブラックス　アシスタントコーチ/スカウト(1999)
- ニュージーランド・U-21　ヘッドコーチ(2000)※W杯優勝
- スーパー12　オタゴ・ハイランダーズ　ヘッドコーチ(2000・2001)※2000準優勝
- スーパー12　オークランド・ブルース　ヘッドコーチ(2002～2005)※2003優勝
- イングランドプレミアシップ　ノーザンプトン・セインツ　FWコーチ(2006・2007)
- クラシック・オールブラックス　コーチ(2007・2008)
- 近鉄ライナーズ(2008年4月より)
  - 近鉄ライナーズのヘッドコーチ就任直後の2008年5月31日に国立競技場で「ジャパンXV」と対戦した「クラシックオールブラックス」のヘッドコーチを務めた。
  - 3シーズンの契約満了に伴い2010-11シーズンを以って退任し、ニュージーランドに帰国。在任中はトップリーグでの近鉄の最高順位である9位に導いた。